# Charlie Williams
Charles Ian "Charlie" Williams (Kelsall, 31 juli 1950) is een Brits voormalig motorcoureur. Hij is drievoudig Grand Prix-winnaar in het wereldkampioenschap wegrace en behaalde acht zeges in de Isle of Man TT.

## Carrière
Williams bracht het grootste deel van zijn motorsportcarrière door in Groot-Brittannië. In 1971 debuteerde hij in de Isle of Man TT, waarin hij op een Yamaha in de Production 250 TT-klasse tweede werd achter Bill Smith. In 1972 won hij de Manx Grand Prix en debuteerde hij in het wereldkampioenschap wegrace tijdens de Isle of Man TT. Op een Yamaha reed hij in zes klasses, waarin hij podiumplaatsen behaalde in de 125 cc en de Production 250 TT. In 1973 behaalde hij zijn eerste Isle of Man-zeges in de 250 cc-klasse en de Production 250 TT.
In 1974 reed Williams in vijf klasses in de Isle of Man TT. Hij won de 250 cc-klasse en werd tweede in zowel de Senior TT als de Formula 750 Classic TT, achter respectievelijk Phil Carpenter en Chas Mortimer. Bij wijze van uitzondering reed hij ook in de TT van Assen voor Yamaha, waarin hij vijfde werd. Hierdoor behaalde hij zijn hoogste WK wegrace-kampioenschapsresultaat ooit met een tiende plaats. Daarnaast behaalde hij zijn eerste zege in de North West 200 in de 500 cc-klasse. In 1975 reed hij weer enkel in vijf klasses van de Isle of Man TT. Hij won de Junior TT-klasse, die meetelde voor het WK 350 cc. Dit was zijn enige podiumfinish tijdens deze editie. Verder won hij de 350 cc-klasse van de North West 200. In 1976 was de Isle of Man TT voor het laatst onderdeel van het wereldkampioenschap wegrace, maar Williams kwam in geen van de WK-races aan de finish.
In 1977 won Williams de Junior TT-klasse van de Isle of Man TT. Ook werd hij tweede in de Classic TT-klasse. In 1978 reed hij in slechts twee klasses, maar werd hij wel tweede in de Junior TT. Daarnaast won hij de 750 cc-klasse van de North West 200. In 1979 reed hij in vijf klasses op het Isle of Man. Hij won de Junior TT en eindigde in de Formule TT- en de Classic TT-klasses op het podium. In 1980 behaalde hij zijn laatste twee zeges in de Formula Two TT- en de Junior TT-klasses. Verder werd hij wereldkampioen in de Formule II-klasse van de Formule TT, won hij in dezelfde klasse de Ulster Grand Prix en won hij de 350 cc-klasse van de North West 200. Ook keerde hij terug in het WK wegrace en werd negende in de 250 cc-race in Groot-Brittannië.
In 1981 behaalde Williams twee podiumplaatsen in de Isle of Man TT in de Junior TT en de Formula Two TT. Tevens won hij de 500 cc-race in de North West 200. Daarnaast reed hij zijn laatste race in het WK wegrace, waarin hij in zijn thuisrace vijfde werd in de 350 cc-klasse. In 1982 reed hij in drie klasses van de Isle of Man TT, maar kwam hij niet op het podium terecht. Wel behaalde hij zijn laatste zege in de North West 200 in de 500 cc-klasse. In 1983 en 1984 nam hij voor de laatste keren deel aan de Isle of Man TT; in 1984 eindigde hij nog op het podium in de Junior TT.
Na zijn motorsportcarrière bleef Williams actief in de Isle of Man TT, zo presenteerde hij een programma op de radiozender die is verbonden met de race en geeft hij commentaar op de races. In 2014 reed hij nog mee in de Classic TT, waarin hij in de 500 cc-klasse op een Norton Manx uit 1962 negende werd.